# The Final Album – The Ultimate Best of
The Final Album – The Ultimate Best of ist ein Kompilationsalbum des deutschen Duos Modern Talking, das am 23. Juni 2003 von Hansa Records veröffentlicht wurde. Es besteht aus Singles, die zwischen 1984 und 2003 veröffentlicht wurden.

## Titelliste
| Nr. | Titel                                           | Länge |
| --- | ----------------------------------------------- | ----- |
| 1.  | You’re My Heart, You’re My Soul                 | 3:15  |
| 2.  | You Can Win If You Want (Original No 1 Mix '84) | 3:46  |
| 3.  | Cheri, Cheri Lady                               | 3:45  |
| 4.  | Brother Louie                                   | 3:41  |
| 5.  | Atlantis Is Calling (S.O.S. for Love)           | 3:48  |
| 6.  | Geronimo’s Cadillac                             | 3:16  |
| 7.  | Give Me Peace on Earth                          | 4:12  |
| 8.  | Jet Airliner                                    | 4:21  |
| 9.  | In 100 Years …                                  | 3:57  |
| 10. | You’re My Heart, You’re My Soul ’98             | 3:49  |
| 11. | Brother Louie ’98                               | 3:35  |
| 12. | You Are Not Alone (video version)               | 3:23  |
| 13. | Sexy Sexy Lover (vocal version)                 | 3:33  |
| 14. | China in Her Eyes (video version)               | 3:09  |
| 15. | Don’t Take Away My Heart (new vocal version)    | 3:54  |
| 16. | Win the Race (radio edit)                       | 3:35  |
| 17. | Last Exit to Brooklyn                           | 3:16  |
| 18. | Ready for the Victory (radio version)           | 3:31  |
| 19. | Juliet                                          | 3:37  |
| 20. | TV Makes the Superstar (radio edit)             | 3:44  |

## Rezeption

### Charts und Chartplatzierungen
The Final Album – The Ultimate Best of erreichte in Deutschland Rang drei der Albumcharts und avancierte zum 14. Chartalbum sowie zum zwölften Top-10-Album der Band. 2003 belegte es Rang 97 der Jahrescharts. Darüber hinaus erreichte es Rang 18 in Ungarn, Rang 39 in Österreich, Rang 53 in der Schweiz und Rang 77 in Tschechien.
| ChartsChartplatzierungen | Höchstplatzierung | Wochen |
| ------------------------ | ----------------- | ------ |
| Deutschland (GfK)        | 3 (11 Wo.)        | 11     |
| Österreich (Ö3)          | 39 (5 Wo.)        | 5      |
| Schweiz (IFPI)           | 53 (4 Wo.)        | 4      |

| ChartsJahrescharts (2003) | Platzierung |
| ------------------------- | ----------- |
| Deutschland (GfK)         | 97          |

### Auszeichnungen für Musikverkäufe
| Land/Region        | Auszeichnungen für Musikverkäufe (Land/Region, Auszeichnung, Verkäufe) | Verkäufe |
| ------------------ | ---------------------------------------------------------------------- | -------- |
| Deutschland (BVMI) | Gold                                                                   | 100.000  |
| Russland (NFPF)    | Platin                                                                 | 20.000   |
| Insgesamt          | 1× Gold · 1× Platin ·                                                  | 120.000  |